# Яхаги, Хонока
Хонока Яхаги (яп. 矢作 穂香 Яхаги Хонока, род. 7 марта 1997), и ранее известная как Хонока Мики — японская актриса, фотомодель и актриса озвучивания. Знаменитой она стала благодаря главной роли Котоко Айхары в сериале «Озорной поцелуй: Любовь в Токио» и его продолжении «Озорной поцелуй 2: Любовь на Окинаве» в роли Котоко Ириэ.

## Ранняя жизнь
Хонока Яхаги родилась 7 марта 1997 года в Индзайе Тиба, Япония.
Яхаги впервые заметили во время посещения Диснейленда со своей семьей в 2008 году. В апреле 2009 года Яхаги начала работать эксклюзивной моделью для подросткового модного журнала Love Berry. Особые навыки Яхаги включают классический балет, а её любимая музыкальная группа - NEWS и TVXQ.
В 2016 году Яхаги изменила свое имя артиста с Хонока Мики на имя при рождении Хонока Яхаги, потому что она хотела почтить имя, полученное от родителей.

## Фильмография

### Телесериалы
| Год  | Название                                                    | Роль            | Телеканал          | Примечания               | Ссылка       |
| ---- | ----------------------------------------------------------- | --------------- | ------------------ | ------------------------ | ------------ |
| 2010 | «Камэн Райдер Оуз»                                          | Мезуру          | TV Asahi           | Человеческий облик       | [ 3 ]        |
| 2010 | «Клон»                                                      | Канако Аояги    | TBS                |                          | [ 4 ]        |
| 2011 | «Учитель Сузуки»                                            | Кана Накамура   | TV Tokyo           | Студентка, 2-A класс     |              |
| 2011 | «Лови свет завтрашнего дня Сезон 2»                         | Юка Кагами      | Tokai TV           |                          | [ 5 ] [ 6 ]  |
| 2012 | «Городские легенды»                                         | Рин Исибаси     | TV Asahi           | Гость, 1 сезон: 7 эпизод |              |
| 2012 | «Тёмная учительница»                                        | Нацуми Судо     | Fuji TV            | Гость, 1 эпизод          |              |
| 2013 | «Озорной поцелуй: Любовь в Токио»                           | Котоко Айхара   | Fuji TV            |                          | [ 7 ]        |
| 2013 | «Говорящий с призраками»                                    | Сиори Макихара  | Fuji TV            | Гость, 1 сезон: 5 эпизод |              |
| 2013 | «Моя невидимая девушка»                                     | Кана Окамото    | Fuji TV            | Студентка, 3-2 класс     |              |
| 2014 | «Мы все уже мертвы»                                         | Аканэ Ёсино     | Fuji TV            |                          | [ 8 ]        |
| 2014 | «Озорной поцелуй 2: Любовь в Токио»                         | Котоко Ириэ     | Fuji TV            |                          | [ 9 ] [ 10 ] |
| 2014 | «Озорной поцелуй 2: Любовь на Окинаве»                      | Котоко Ириэ     | Fuji TV            |                          |              |
| 2017 | «Детектив-аристократ»                                       | Маки Гудо       | Fuji TV            | Гость, 10-11 эпизоды     |              |
| 2017 | «Семёрка из Синдзюку»                                       | Рихо Куруми     | TV Tokyo           | Гость, 4 эпизод          |              |
| 2017 | «Свидетель-детектив»                                        | Луна Азума      | TV Asahi           | Гость, 4 эпизод          | [ 11 ]       |
| 2018 | «На страже справедливости»                                  | Мария Матида    | NTV                | Гость, 2 эпизод          |              |
| 2018 | «Могу я обнять тебя?»                                       | Рико Саэки      | dTV                |                          |              |
| 2018 | «Мы созданы из чудес»                                       | Котонэ Аояма    | Fuji TV            |                          |              |
| 2019 | «Я отдам тебе свою первую любовь»                           | Юрино Тамура    | TV Asahi           |                          |              |
| 2019 | «Горничная Митазоно 3»                                      | Масако Гэнкаку  | TV Asahi           | Гость, 4 эпизод          |              |
| 2019 | «Голос: Служба экстренной помощи 110»                       | Али Морисита    | NTV                |                          |              |
| 2019 | «Эй, учитель, вы разве не знаете?»                          | Нанасэ Хосино   | MBS                |                          |              |
| 2020 | «Сэндвич с арахисовым маслом»                               | Цубаки Татибана | MBS                |                          |              |
| 2020 | «Сомелье Осяко»                                             | Осяко Дзагегер  | TV Tokyo           |                          |              |
| 2020 | «Истории черного кота с Гиндзы»                             |                 | Kansai TV          |                          |              |
| 2021 | «Медицинская карта Бога»                                    | Мэдуми Айкава   | TV Tokyo           | Гость, 4 эпизод          |              |
| 2021 | «Сомелье Осяко 2»                                           | Осяко Дзагегер  | TV Tokyo           |                          |              |
| 2022 | «Симобэ»                                                    | Аки Китаджима   | NHK                |                          |              |
| 2022 | «Короткая программа»                                        | Нао Танимура    | Amazon Prime Video | Эпизод: "Весенний зов"   | [ 12 ]       |
| 2022 | «Коптильная парочка»                                        | Саяма Каору     | BS Shochiku Tokyu  |                          |              |
| 2022 | «Тэппати!»                                                  | Аои             | Fuji TV            | Гость, 10 эпизод         |              |
| 2022 | «Художник додзинси Некоясики-кун отчаянно желает признания» | Ямада Кохару    | BS Shochiku Tokyu  |                          |              |
| 2023 | «Я буду рада помочь тому, кто попал в беду!»                | Хитоми Мамору   | TV Asahi           |                          |              |

### Фильм
| Год  | Название                                                      | Роль          | Студия                  | Примечания                      | Ссылка |
| ---- | ------------------------------------------------------------- | ------------- | ----------------------- | ------------------------------- | ------ |
| 2010 | «Дева Мария смотрит за вами»                                  | Юми Фукузава  | Jolly Roger             |                                 | [ 13 ] |
| 2010 | «Шея»                                                         | Юкари         | Asmik Ace Entertainment | Призрак, друг Сугины            |        |
| 2011 | «Камэн Райдер Оуз Удивительный: Сёгун и 21 Высшая Медаль»     | Мезуру        | Toei                    | Человеческий облик              |        |
| 2012 | «Реальные догонялки 4»                                        | Юи            | Thanks Lab              |                                 |        |
| 2012 | «Реальные догонялки 5»                                        | Юи            | Thanks Lab              |                                 |        |
| 2013 | «Учитель Сузуки Фильм»                                        | Кана Накамура | TV Tokyo                | Студентка, 2-A класс            |        |
| 2013 | «Старуха»                                                     | Аянэ          | Next Media Animation    |                                 |        |
| 2013 | «Призма Эносимы»                                              | Кёко          | Video Planning          |                                 | [ 14 ] |
| 2014 | «Пропавшие после уроков»                                      | Юки           | Kadokawa Pictures       | 1 эпизод: Маленькое путешествие | [ 15 ] |
| 2014 | «Игра в пубертат»                                             | Хасуми Таканэ | Is.Field                |                                 | [ 16 ] |
| 2015 | «Тоннель любви»                                               | Хитоха        | Is.Field                |                                 | [ 17 ] |
| 2017 | «Цветочная корзина»                                           | Мина Эма      |                         |                                 | [ 18 ] |
| 2019 | «Потерянный ультрамарин»                                      | Хори          |                         |                                 | [ 19 ] |
| 2022 | «Камэн Райдер Оуз 10 лет спустя: Основная медаль воскрешения» | Мезуру        | Toei                    | Человеческий облик              |        |

## Награды и номинации
| Год  | Награда                                | Категория                                           | Номинируемая работа                 | Результат | Ссылка.       |
| ---- | -------------------------------------- | --------------------------------------------------- | ----------------------------------- | --------- | ------------- |
| 2013 | 2-я Ежегодная Премия DramaFever Awards | Лучшая пара (с Юки Фурукавой)                       | «Озорной поцелуй: Любовь в Токио»   | Номинация | [ 20 ]        |
| 2013 | 2-я Ежегодная Премия DramaFever Awards | Лучшая пара, которой не суждено быть (с Юки Ямадой) | «Озорной поцелуй: Любовь в Токио»   | Номинация | [ 20 ]        |
| 2015 | 3-я ежегодная премия DramaFever Awards | Лучшая пара (с Юки Фурукавой)                       | «Озорной поцелуй 2: Любовь в Токио» | Победа    | [ 21 ] [ 22 ] |